# Jean de La Fontaine
Jean de La Fontaine (Château-Thierry, Aisne, bautizado el 8 de julio de 1621-París, 13 de abril de 1695) fue un fabulista francés.
Sus cuentos y novelas están inspiradas por Ariosto, Boccaccio, François Rabelais y Margarita de Navarra. También es autor de Cuentos Galantes (libertinos) que fueron adaptados al cine por José Bénazéraf. En 1683 se convirtió en miembro de la Academia Francesa. Está enterrado en el cementerio del Père-Lachaise.
Sus fábulas fueron publicadas en múltiples ediciones ilustradas. A mediados del siglo XVIII, se lanzó una edición en varios tomos, con grabados basados en diseños de Jean-Baptiste Oudry. J. J. Grandville ilustró sus fábulas en 1883; Gustave Doré, en 1867, y Benjamin Rabier, a comienzos del siglo XX.
Su principal obra publicada fue una adaptación (1654) de Eunuco, del dramaturgo romano Terencio. Sin embargo, su fama literaria reside en sus Cuentos y relatos en verso (1644), que será incluida por la Iglesia en su Índice de Libros Prohibidos en 1703 hasta su última edición de 1948. Fue miembro de un destacado grupo literario francés en el que figuraban los dramaturgos Molière y Racine, y el crítico y poeta Nicolas Boileau-Despréaux.

## Biografía
Jean de La Fontaine fue hijo de Charles de La Fontaine (1594-1658), maestro de Aguas y Bosques y capitán de las cacerías del Ducado de Château-Thierry y de Françoise Pidoux (1582-1644), de la familia Pidoux hija de Jean Pidoux, señor de Maduère (1550-1610). Tuvo un hermano menor, llamado Claude y nacido en 1623. También tuvo una media hermana mayor, Anne de Jouy, nacida en 1611 de la primera unión de su madre con Louis de Jouy, comerciante. 
Procedente de una familia de comerciantes de telas en proceso de ennoblecimiento, pasó sus primeros años en Château-Thierry, en la mansión que sus padres compraron en 1617 en el momento de su matrimonio. Jean de La Fontaine también ejercerá el cargo de maestro privado hasta 1671. El poeta conservará esta casa hasta 1676, cuando experimenta vergüenzas pecuniarias después de haber dilapidado la fortuna paterna. Catalogado como monumento histórico en 1887, la casa del fabulista ahora alberga el museo Jean-de-La-Fontaine.

### Años de formación (1641-1658)
Hay muy poca información disponible sobre los años de formación de Jean de La Fontaine. Sabemos que estudió en la Universidad de su ciudad natal hasta el tercer grado donde se hizo amigo de François de Maucroix y aprendió principalmente latín, pero no estudió griego. Sus padres pretendían que asistiera al seminario y en 1641 lo colocaron en el Oratorio. Pero en 1642 renunció al estado clerical, prefiriendo leer L'Astrée, de Honoré d'Urfé y Rabelais, en lugar de San Agustín. 
Reanudó los estudios de derecho en París y frecuentó un círculo de jóvenes poetas: los caballeros de la mesa redonda, donde conoció a Pellisson, François Charpentier, Tallemant des Réaux y Antoine de Rambouillet de La Sablière, que se casaría con el futuro mecenas del poeta. . Margarita de la Sablière. Obtuvo en 1649, un diploma de abogado en el Parlamento de París. 
Sus asociaciones parisinas, hasta donde sabemos, son las de las sociedades preciosas y libertinas de la época.
Se desconoce su actitud durante los disturbios de la Fronda, de 1648 a 1653. La inestabilidad política y los continuos retrocesos de este período podrían haberle inspirado la desilusionada moralidad de ciertas fábulas como El consejo sostenido por las ratas o El murciélago y las dos comadrejas: "El Sabio dice, según el pueblo, Viva el Rey, viva la Liga” .
En 1652, La Fontaine adquirió el cargo de amo privado trienal de las aguas y bosques del ducado de Château-Thierry, al que se sumó el de su padre a la muerte de este. Una tarea que se sospecha que La Fontaine apenas cuidó con pasión o asiduidad, y que vendió íntegramente en 1672. En 1652 tuvo un hijo Charles, cuya educación confió a su padrino, el canónigo Maucroix. La Fontaine se dedicó en este momento por completo a su carrera como poeta. Publicó su primer texto, una comedia en cinco actos adaptada de Térence, L'Eunuque, en 1654 que pasó completamente desapercibida.   .

### Al servicio de Fouquet (1658-1663)
En 1658, después de que La Fontaine y su esposa pidieran la separación de bienes como medida de prudencia, entró al servicio de Fouquet, Superintendente de Finanzas, a quien, además de una serie de poemas de circunstancias previstos por contrato, una "poética pensión "- dedica el poema épico Adonis tomado de Ovidio y elabora un texto compuesto a la gloria del dominio de su mecenas, la Songe de Vaux, que quedará inconcluso, porque Fouquet es arrestado por orden de Luis XIV. Esta detención se produce al día siguiente de las suntuosas fiestas que Fouquet había organizado en su castillo de Vaux-le-Vicomte y del que La Fontaine da cuenta detallada a su amigo Maucroix.
Fiel a la amistad, La Fontaine escribió a favor de su protector en 1662, Oda al rey y luego Elegía a las ninfas de Vaux. Algunos biógrafos han sostenido que esta defensa de Fouquet entonces detenido le había ganado el odio de Jean-Baptiste Colbert, luego el del propio Luis XIV, sin pruebas claras sobre este tema. No sabemos exactamente si su viaje a Limousin en 1663 fue el resultado de un exilio ordenado por la administración de Luis XIV o de la decisión libremente acordada de exiliar a su esposa, el tío Jannart, quien lo había presentado a Fouquet en 1658. Extrae de este desplazamiento una Relación de un viaje de París a Lemosín: se trata de un diario de viaje en forma de cartas en verso y en prosa dirigido a su esposa, publicado póstumamente. En esta historia, menciona su encuentro con un sirviente de una posada en Bellac, lo que permitirá a Jean Giraudoux, originario de este lugar, imaginar una afiliación con este poeta, por quien el escritor siente una gran pasión.

### El apogeo de la actividad literaria (1664-1679)
En 1664, entró al servicio de la duquesa de Bouillon y la duquesa viuda de Orleans. La Fontaine luego dividió su tiempo entre París y Château-Thierry como un caballero, lo que aseguró su ennoblecimiento. Es el momento en el que La Fontaine hace una entrada notable en el panorama literario público con un primer cuento, tomado de Ariosto, Mona Lisa.. Esta reescritura suscita, de hecho, una pequeña disputa literaria, en forma de competencia con la traducción propuesta por Bouillon poco antes; el debate se refiere a la libertad que puede tener el narrador en relación con su modelo: donde el texto de Bouillon es extremadamente fiel, incluso a veces literal, el de La Fontaine se desvía en varias ocasiones del relato del furioso Roland. La disertación sobre la Mona Lisa, que tradicionalmente se atribuye a Boileau, zanja magistralmente el debate en beneficio del relato de La Fontaine.
A continuación, se sucedieron dos colecciones de Cuentos y relatos breves en verso, en 1665 y 1666, cuyos trazos licenciosos fueron extraídos, en particular, de Boccace y de las Cent nouvelles nouvelles. Continuación de esta experiencia narrativa pero de otra forma breve, esta vez de tradición moral, las Fábulas elegidas y puestas en verso, dedicadas al Gran Delfín, aparecieron en 1668 .
En 1669, La Fontaine añadió un nuevo género a su actividad con la publicación de la novela Les Amours de Psyché et de Cupidon, que suscitó una relativa incomprensión por su forma inédita: mezcla de prosa y verso, de relato mitológico, esta vez dibujado de Apuleyo  - y conversaciones literarias, el texto contraviene principios elementales de la estética clásica.
Esto es de la ficción de los "cuatro amigos" que retrata la novela que se ha desarrollado en la crítica del XIX ° siglo, en Sainte-Beuve y Émile Faguet particular, la teoría de una "escuela de 1660 “nace de la amistad entre La Fontaine, Molière, Boileau y Racine, que habrían establecido juntos los principios de una nueva estética. Esta idea, sin embargo, nunca ha sido probada de manera concluyente. Las relaciones entre Molière y La Fontaine son bien conocidas; incluso fue La Fontaine quien presentó a Molière a Boileau. Raízy La Fontaine mantenía una correspondencia amistosa. En cuanto a Boileau, él se disculpa por La Fontaine en su Disertación sobre la Mona Lisa y, en 1683, cuando supo que él y La Fontaine eran candidatos para la misma silla en la Academia francesa se negó a hacer campaña contra su amigo que Yo seleccioné. Pero, excepto en la correspondencia entre Racine y Boileau, no queda evidencia de discusiones literarias o artísticas entre los cuatro poetas.
Después de su participación en una Colección de poemas cristianos y varios publicados en 1670 por Port-Royal, La Fontaine publicó sucesivamente, en 1671, una tercera colección de Cuentos y cuentos en verso, y una colección variada, que contiene cuentos, fábulas, poemas de La época de Fouquet, elegías, bajo el título de Nuevas fábulas y otros poemas.
En 1672 murió la duquesa de Orleans: La Fontaine experimentó entonces nuevas dificultades económicas; Marguerite de La Sablière lo recibió y lo hospedó unos meses después, probablemente en 1673.
En 1674, La Fontaine se embarcó en un nuevo género: la ópera, con un proyecto de colaboración con Jean-Baptiste Lully, quien lo abortó. Es la ocasión de una violenta sátira de La Fontaine contra Lully, un registro poco común en su obra, en un poema titulado Le Florentin (Lully era originaria de Florencia).
Ese mismo año se publicó una colección de Cuentos Nuevos - pero esta vez, sin que sepamos muy bien por qué, la edición fue incautada y prohibida su venta: si La Fontaine había cobrado el rasgo anticlerical y la licencia, queda que estos cuentos quedaron en la tradición del género y en un tema [¿Qué?] que hizo su cargo relativamente inofensivo.
Tras dos colecciones de Cuentos, vuelve a hacer una colección de Fábulas elegidas y puestas en verso que La Fontaine publicó en 1678 y 1679, esta vez dedicada a Madame de Montespan, amante del Rey: estos son actualmente los libros VII al XI de las Fábulas, pero luego numerado de I a V.

### La década de 1680, alrededor de la Academia
Período menos próspero, cuando las producciones son cuantitativamente menos importantes, pero no menos diversas: así, en 1682, La Fontaine publicó un “Poème du Quinquina”, un poema filosófico en la forma reivindicada por Lucretia en elogio de la nueva medicina, y acompañada de dos nuevos cuentos.
La actividad literaria de los años 1665-1679 terminó en 1684 con una elección, no obstante tumultuosa, a la Academia Francesa, sin que se pudieran precisar las razones exactas de esta dificultad: era posible plantear la hipótesis de que la administración de Luis XIV guardaba rencor hacia el poeta que había publicado dos poemas a favor de Fouquet durante el juicio de este último. El discurso de los opositores a esta entrada de La Fontaine a la Academia se basa en la acusación de inmoralidad lanzada contra las colecciones de Cuentos y relatos breves en verso. Lo cierto es que La Fontaine, después de una vaga promesa de no rimar más con cuentos, es recibido el 2 de mayo de 1684 en la Academia, donde, además del tradicional agradecimiento, pronuncia un Discurso a Madame de La Sablière en el cual se define, en una frase célebre, como "mariposa del Parnaso".
Al año siguiente, la Academia volvió a ser escenario de un nuevo asunto en el que intervino La Fontaine: Antoine Furetière, que al componer su propio diccionario eludió el privilegio de la empresa en esta materia, fue excluido y lanzó una serie de folletos en particular contra La Fontaine, su antiguo amigo, a quien acusa de traición y contra el que repite la acusación de libertinaje.
Es otra vieja amistad, sin ruptura, la que da día, el mismo año, a las Obras de prosa y de poesía de los Sieurs de Maucroix y de La Fontaine, la colección contiene traducciones de Platón, Demóstenes y Cicerón de François de Maucroix y nuevas fábulas y nuevos cuentos de La Fontaine, que ha esperado poco para encontrar alguna noticia licenciosa.
Nuevo escándalo, de mayor magnitud, en la Academia: la lectura del poema Le siècle de Louis Le Grand de Charles Perrault desencadena la Pelea entre Antiguos y Modernos, en la que La Fontaine se puso, no sin ambigüedades, del lado de los Antiguos, por una Epístola a Monsieur de Soissons, pretexto para una declaración de principios literarios, el más famoso de los cuales es “Mi imitación no es una esclavitud”.

### Los últimos años y las últimas fábulas (1689-1695)
Se publica en revisión una serie de fábulas entre 1689 y 1692, que se recoge en 1693 con las inéditas y las de 1685, en una colección final, nuestro actual libro XII, dedicado al duque de Borgoña, hijo mayor del Gran Delfín, ya este título presunto heredero de la Corona 31 .
La Fontaine cayó gravemente enfermo a finales de 1692, probablemente de tuberculosis. Luego pidió ver a un sacerdote, y el párroco de la iglesia de Saint-Roch le envió al joven abad Pouget, que acababa de obtener su doctorado en teología. Esto se aplica para hacerle retractarse de su vida epicúrea y de sus escritos anticlericales, y lo somete diariamente a ejercicios religiosos. Recibió la extremaunción el 12 de febrero de 1693. Están presentes miembros de la Académie française, amigos y sacerdotes. La Fontaine anuncia que deja de escribir y publicar sus cuentos y fábulas. Este hecho es relatado en particular por una historia del padre Pouget en 1718, pero no aparece en los registros de la Academia. También promete escribir solo obras piadosas. Así traducirá el Dies iræ, que habrá leído frente a la Academia el día de la presentación de Jean de La Bruyère.

### "La rue du Croissant"
Murió en 13 de abril de 1695 en 61 rue Platrière. Mientras realizaba su baño mortuorio, nos encontramos con una caperuza en su cuerpo, una penitencia que el padre Pouget jura que no ordenó. Fue enterrado al día siguiente en el cementerio Saints-Innocents como consta en su certificado de defunción, reconstruido tras el incendio del Ayuntamiento en 1871. Su tumba, así como la de Molière enterrada en el cementerio Saint-Joseph, fue transportada al Museo de Monumentos Franceses, durante la demolición de la capilla y el cementerio, al inicio de la Revolución Francesa. Los supuestos restos de La Fontaine fueron trasladados en 1817 con los de Molière en el cementerio de Père-Lachaise 36 .
La Fontaine había compuesto él mismo su epitafio , en el que se atribuye un carácter desenfadado y holgazán. Esta pretendida pereza puede asociarse con la facilidad de sus trabajos, que sin embargo es solo aparente:
Jean se fue como había venido,
comiendo sus acciones después de sus ingresos;
Creer lo bueno poco necesario.
En cuanto a su tiempo, supo distribuirlo:
dos partes hechas de él, de las cuales podía pasar
una durmiendo y la otra sin hacer nada.

## Obras
- La anciana y el perro  (1654)
- Adonis (1658)
- Élégie aux nymphes de Vaux (1661)
- Ode au roi (1663)
- Fables (1668)
- Amours de Psyché et de Cupidon (Los amores de Psique y Cupido) (1669)
- Poème de la captivité de saint Malc (1673)
- Daphné (1674)
- Fábulas de La Fontaine (1679)
- Astrée (1691)
- El lobo y el cordero
- El que no escucha
- El ratón cortesano y el ratón campestre
- El gato y la zorra
- Júpiter y el pasajero
- El cirio
- Nada con exceso
- El lobo y el perro flaco
- La ostra y los litigantes
- El loco vendiendo sabiduría
- El león y el ratón
- El cuervo y la zorra
- La junta de los ratones
- La cigarra y la hormiga
- Sonrisas prohibidas
- La zorra y la cigüeña
- Cuentos y relatos en verso
- la leona y el elefante
- la corte del león